# Agència Europea del Medi Ambient
L'Agència Europea del Medi ambient (AEMA) és una agència de la Unió Europea (UE), la missió de la qual és la recollida, elaboració i difusió d'informació sobre la situació i l'evolució del medi ambient a escala europea.
Publica quatre tipus d'informes, entre els quals destaquen els «Indicadors ambientals», considerats la principal contribució de l'Agència.
Els principals àmbits de treball de l'AEMA són canvi climàtic, biodiversitat i producció i consum sostenible, tot i que l'àrea d'activitat abraça un ample espectre en línia amb els principals reptes ambientals europeus.

## Història
Va ser creada el 7 de maig de 1990 a iniciativa del Consell de Ministres de la Unió Europea però no esdevingué operativa fins al 1994. Té la seu a la ciutat de Copenhaguen (Dinamarca).
L'any 2002 12 dels països candidats a ingressar a la UE van entrar a formar part d'aquest organisme, amb la qual cosa l'Agència es convertí en el primer organisme de la UE que va acollir a aquests països com a membres. El consell d'administració de l'Agència va nomenar la britànica Jacqueline McGlade com a directora executiva l'any 2004.
Amb anterioritat va ocupar aquest càrrec l'ambientalista espanyol Domingo Jiménez Beltrán, que va ser el primer director de la institució.

## Membres
Actualment en formen part 32 estats:
- els 28 estats que formen la UE
- 3 membres de l'Àrea Econòmica Europea: Islàndia, Noruega i Liechtenstein
- 1 país candidat: Turquia
- i Suïssa, en virtut d'un tractat especial

Així mateix compta amb 5 països observadors: Albània, Bòsnia i Hercegovina, Macedònia del Nord, Montenegro i Sèrbia.
El reglament constitutiu de la AEMA estableix que ha d'estar oberta a països que no pertanyin a la Unió Europea (UE) però que comparteixin la seva preocupació pel medi ambient.

## Centre Temàtic Europeu sobre l'ús del sòl i la informació espacial
El Centre Temàtic Europeu sobre l'ús del sòl i la informació espacial (en anglès: European Topic Centre on Land Use and Spatial Information - ETC-LUSI) és un consorci internacional sota contracte amb l'Agència Europea del Medi ambient. El consorci està liderat per la Universitat Autònoma de Barcelona (UAB), universitat que també va ser capdavantera en la seva col·laboració amb l'extint Centre Temàtic Europeu del Territori i el Medi Ambient (CTETMA).
Les activitats tenen un component important en la creació de xarxes amb diversos experts en els països membres sobre l'harmonització de dades, qüestions de qualitat i l'intercanvi de dades i en foment de la capacitat. ETC-LUSI ajuda als països en la discussió de les opcions per a millorar els sistemes nacionals d'informació relacionades amb l'ús de la terra i l'anàlisi espacial.